# جاكوب بيبر
جاكوب بيبر (بالإنجليزية: Jacob Pepper)‏ (8 مايو 1992 بنيوكاسل في أستراليا - ) هو لاعب كرة قدم أسترالي في مركز الوسط. شارك مع منتخب أستراليا الوطني لكرة القدم تحت 23 سنة.

## وصلات خارجية
- جاكوب بيبر على موقع قاعدة بيانات كرة القدم.إي يو (الإنجليزية)
- جاكوب بيبر على موقع Soccerway.com (الإنجليزية)